# Domači konj
Konj (znanstveno ime Equus caballus) je velik lihoprsti kopitar in ena izmed sedmih sodobnih vrst rodu Equus, v katerega med drugim sodijo še osli, polosli in zebre. Samcu domačega konja pravimo žrebec, samici kobila, mladiču pa žrebe. Kastriran žrebec je kastrat. Poni je po pravilih Mednarodne konjeniške zveze (Fédération Équestre Internationale – FEI) konj nižji od 148 cm (višina vihra) oz. podkovan nižji od 149 cm. Poznamo pa tudi miniaturne konje – zelo majhne ponije. Najmanjša pasma miniaturnih konj je Falabella (zelo redka pasma), katere viher ne sme preseči 78 cm.
Konj se je v zadnjih 45 do 55 milijonih letih razvil iz malega večprstnega bitja, Eohippusa, v današnjo veliko enoprstno žival. Ljudje so začeli udomačevati konje okoli leta 4000 pr. n. št., domnevno so bili udomačeni okoli 3000 let pr. n. št. Konji vrste caballus so udomačeni, čeprav nekatere domače populacije živijo v naravi kot divji konji. Te divje populacije niso pravi divji konji, saj se ta izraz uporablja za opis konjev, ki niso bili nikoli udomačeni, kot so ogroženi mongolski divji konj, Equus przewalskii, ločena vrsta ali podvrsta in edini preostali pravi divji konj. Obstaja obsežen, specializiran besednjak, ki se uporablja za opis konjskih konceptov, ki zajemajo vse od anatomije do življenjskih stopenj, velikosti, barv, oznak, pasem, gibanja in vedenja.
Anatomija konjem omogoča, da izkoristijo hitrost za pobeg pred plenilci. Imajo dobro razvit občutek za ravnotežje in močan odziv na boj in bežanje. V zvezi s to potrebo po begu pred plenilci v naravi je nenavadna lastnost: konji lahko spijo tako, da stojijo in ležijo, pri čemer mlajši konji načeloma spijo več kot odrasli. Fazo spanja REM, ki mora dnevno trajati od ene do dve uri, pa lahko dosežejo le, če spijo leže. Samice konj, ki se imenujejo kobile, nosijo mladiče približno 11 mesecev, mladi konj, imenovan žrebe, lahko stoji in teče kmalu po rojstvu. Večina udomačenih konjev se začne navajati na sedlo ali konjski pas med drugim in četrtim letom. Do petih let dosežejo polni razvoj odraslih in imajo povprečno življenjsko dobo od 25 do 30 let.
Konjske pasme so ohlapno razdeljene v tri kategorije in temeljijo na splošnem temperamentu: živahne »polnokrvne pasme« s hitrostjo in vzdržljivostjo; »hladnokrvne pasme«, kot so vlečni konji in nekateri poniji, primerni za počasno, težko delo; in »toplokrvni konji«, ki so se razvili iz križanj med polnokrvnimi in hladnokrvnimi konji. Pogosto se osredotočajo na ustvarjanje pasem za posebne namene jahanja, zlasti v Evropi. Danes je v svetu več kot 300 pasem konj, razvitih za različne namene.

## Uporaba konja
Dolgo časa je imel in ponekod še ima pomembno vlogo tudi v transportu, bodisi kot jahalna žival ali za vleko voz, poštnih kočij,  tramvajev in drugih prevoznih sredstev. Uporabljal se je tudi za pomoč pri kmečkih opravilih. Poleg tega je konjsko meso tudi del prehrane. Do sredine 20. stoletja so se konji pogosto uporabljali tudi v bojevanju; oborožene sile imajo še danes konjeniške enote, ki pa uporabljajo modernejša sredstva.
Konje danes uporabljamo predvsem za šport in rekreacijo. 

### Jahanje
Konji in poniji, ki so v jahalni šoli namenjeni za učenje, morajo biti primerni in varni za izvajanje učnega programa. Uporaba konj, mlajših od štirih let, je za namene jahalne šole nezakonita. Nekateri konji so lahko primerni za ježo že zelo mladi, nekateri pa zaradi temperamenta niso primerni za jahanje tudi, če so starejši. Blag temperament in priljudna narava sta zelo pomembni lastnosti šolskih konj. Konje s prijaznim temperamentom se največkrat uporablja za ježo mlajših in neizkušenih jezdecev. Površini, namenjeni učenju jahanja, pravimo jahališče ali maneža. Za vrhnjo plast v maneži se uporablja pesek ali blato, lahko pa tudi žaganje.

### Konji in šport
Najbolj razširjeni športi s konji so zagotovo dirke, v Sloveniji je razvito tudi kasaštvo. Olimpijske konjeniške discipline so dresurno jahanje, preskakovanje ovir in tridnevna preizkušnja v konjeništvu (dresurno, terensko, preskakovanje ovir). Vse olimpijske discipline potekajo posamezno in ekipno, moški in ženske tekmujejo v isti kategoriji.
Drugi znani športi s konji so še na primer rodeo, polo in zgodovinsko tudi lov na lisice (prepovedan v Angliji od leta 2004).

## Udomačitev konja
Konja so udomačili v Aziji približno 4000 let pred našim štetjem. Ugotovljena je bila velika variabilnost haplotipov mitohondrijske DNK pri kobilah in samo en haplotip kromosoma Y pri žrebcih. Ker se mtDNK deduje samo po maternalni liniji, kromosom Y pa po paternalni, se sklepa, da so ljudje v udomačevanje vključili večje število kobil kot žrebcev.

### Divji konji
Edina prava divja vrsta konja je mongolski divji konj ali konj Przewalskega (Equus przewalskii), v Evropi je divji konj ali tarpan (Equus ferus) izumrl leta 1918 ali 1919. Današnja pasma tarpan je posledica selekcije udomačenega konja, pri kateri se poskuša dobiti izumrlemu čim bolj podoben videz.
Udomačeni konji se lahko tudi vrnejo v divjino, vendar v tem primeru ne gre za prave divje konje, ampak bi bil pravilnejši izraz podivjani konji. Najbolj znan primer je mustang.

## Presnova zaužite hrane
Konji so rastlinojede živali, vendar niso prežvekovalci, tako kot govedo in drobnica, čeprav imajo podobno prehrano. Imajo enodelen želodec in glede na velikost relativno dolga čreva. Pri prebavi celuloze jim pomaga mikrobna flora tankega črevesja. Hrane ne morejo izbljuvati, prebavne težave pogosto povzročijo koliko.

## Gibanje konja
- korak 5–8 km/h
- Kas 8–13 km/h
- hitri kas 8–13 km/h
- Delovni galop 16–27 km/h
- Galop 40–48 km/h, rekord: 70,76 km/h[6]

Osnovni načini premikanja so hod, kas in galop (od najpočasnejšega do najhitrejšega). Hod je hoja ali korakanje, pri kasu se istočasno premikata diagonalna para nog, pri galopu pa so kopita v nekem trenutku vsa dvignjena od tal (glej film). Vsi se delijo dalje; tako ločimo zbrani, delovni, srednji in pojačani kas, glede na položaj jahača pa še lahki kas, pri katerem jahač v zraku prestreže vsak drugi korak in sedeči kas, pri katerem vedno obsedi.

## Pasme domačih konj
Kot pri mnogih udomačenih živalih, se pasme razlikujejo tako glede na uporabo kot po videzu. Številne barvne različice določajo različni geni, ki so vpleteni v sintezo in transport melanina. Isto barvo lahko povzroča več genov, gen STX17 povzroča sivenje praviloma črnih lipicancev, gen PMEL17, ki kodira transmembranski melanosomalni protein pa povzroča sivo ali srebrno barvo dolgih dlak grive in repa pri islandskem konju in nekaterih drugih pasmah.

### Slovenske avtohtone pasme konj
Avtohtone slovenske pasme konj so lipicanec, posavski konj in slovenski hladnokrvni konj. Status tradicionalne pasme, torej tujerodne pasme, ki se je prilagodila na podnebne in druge pogoje v Sloveniji, pa imata ljutomerski kasač in haflinški konj. Vzreja kasačev sega v leto 1884, pasma je nastala iz domačih konj in žrebcev ameriškega porekla. Pasma haflinger je nastala leta 1874 v tirolskih gorah, v Sloveniji pa je prisotna od leta 1934.

### Drugačne  pasme
Nekatere bolj znane pasme konj so arabci, haflingerji in islandski konji.